# Saint-Bonnet-la-Rivière
Saint-Bonnet-la-Rivière település Franciaországban, Corrèze megyében. Lakosainak száma 404 fő (2022. január 1.). Saint-Bonnet-la-Rivière Ayen, Chabrignac, Lascaux, Rosiers-de-Juillac, Saint-Cyr-la-Roche, Vars-sur-Roseix és Vignols községekkel határos.

## Népesség
A település népessége az elmúlt években az alábbi módon változott:
| Lakosok száma | 418  | 334  | 327  | 338  | 377  | 374  | 387  | 402  | 412  | 404  |
|               | 1968 | 1982 | 1990 | 2006 | 2013 | 2015 | 2017 | 2019 | 2020 | 2022 |